# Mo Farah
Sir Mohamed Muktar Jama Farah, detto Mo (nato Hussein Abdi Kahin) (in lingua somala: Maxamed Mukhtaar Jaamac Faarax; Somaliland, 23 marzo 1983), è un mezzofondista e maratoneta britannico, campione olimpico dei 5000 metri piani e dei 10000 metri piani a Londra 2012 e Rio de Janeiro 2016.
In carriera è stato anche sei volte campione mondiale (dei 5000 m a Taegu 2011, Mosca 2013 e Pechino 2015 e dei 10000 m a Mosca 2013, Pechino 2015 e Londra 2017). È inoltre il detentore del record mondiale dell'ora con 21 330 m e del record europeo dei 10000 m piani con il tempo di 26'46"57.

## Biografia
Farah nacque con il nome di Hussein Abdi Kahin in Somaliland, territorio autonomo non riconosciuto internazionalmente facente parte della Somalia e con essa in conflitto. All'età di quattro anni il padre venne ucciso nella guerra civile e venne diviso dalla famiglia. Con il fratello gemello Hassan fu mandato da uno zio nel vicino Gibuti, venne preso in custodia da una donna e poi gli dissero che sarebbe partito per l’Europa per raggiungere alcuni parenti, venendo però in realtà deportato sotto falso nome a Londra nell’ambito di una tratta illegale di esseri umani. Una volta arrivato nel Regno Unito gli venne dato un documento d’identità falso col nome Mohamed Farah, ha rubato a un altro bambino, e finì a vivere nella casa di una coppia sposata, venendo maltrattato e costretto alla schiavitù domestica. Fino all’età di 12 anni non gli fu permesso di andare a scuola e successivamente andò al Feltham Community College, dove a detta del personale scolastico e dei tutor era un bambino «emotivamente e culturalmente alienato». Fu lì però che si appassionò all’atletica con ottimi risultati e raccontò la sua storia all’insegnante di educazione fisica, Alan Watkinson, la quale si occupò di contattare i servizi sociali e fare in modo che venisse dato in affido a un’altra famiglia. Tutto ciò è stato svelato da lui stesso nel 2022 nel documentario della BBC The Real Mo Farah, con la motivazione di voler raccontare la verità ai suoi figli.
Fino ad allora la versione conosciuta segnalava la sua nascita a Mogadiscio, non in Somaliland, poi lui e il fratello vennero separati a otto anni, quando con i due fratelli minori e sua madre raggiunsero il padre che lavorava e studiava nel Regno Unito, mentre il gemello Hassan, non stando bene e non potendo viaggiare, rimase con la famiglia nel Gibuti. Quando il padre di Farah andò in Somalia per tornare con Hassan, la famiglia con cui viveva si era trasferita e non fu trovato. Farah e il suo gemello finirono per essere separati per dodici anni. Hassan nel mentre è diventato un ingegnere delle telecomunicazioni con una moglie e cinque figli.
Nell'aprile 2010 Farah ha sposato la sua ragazza Tania Nell nel borough londinese di Richmond. Dal matrimonio ha avuto due figlie gemelle, Aisha e Amani nate nell'agosto 2012, e nel 2015 un terzo figlio di nome Hussein.
Farah è un devoto musulmano e supporta il Muslim Writers Awards, il premio agli scrittori musulmani britannici. Nel 2013 il Royal Islamic Strategic Studies Centre ha inserito Farah tra le 500 personalità musulmane più influenti nel mondo.

## Carriera
Ha iniziato la carriera correndo per il Newham and Essex Beagles athletics club. Ha vinto il suo primo titolo continentale agli Europei juniores 2001 nei 5000 m piani.
Su pista gareggia prevalentemente sulle distanze di 5000 m, specialità in cui si classifica secondo agli Europei di Göteborg del 2006 e sesto ai Mondiali di Osaka nel 2007, e sui 10000 metri, distanza in cui si laurea campione europeo a Barcellona nel 2010 e campione mondiale nel 2015 a Pechino.
A livello indoor disputa i 3000 m, di cui è stato campione europeo, e occasionalmente i 1500 m. In più gareggia anche nella corsa campestre, ai cui europei ha conquistato un oro e tre argenti individuali, oltre a un argento e un bronzo a squadre.
Ai Giochi olimpici di Londra 2012, riesce a vincere sia i 5000 m che i 10000 m piani, rispettivamente con 13'41"66 e 27'30"42, eguagliando l'impresa dell'etiope Kenenisa Bekele effettuata nella precedente edizione olimpica. Nello stesso anno, poco più di un mese prima, aveva già vinto i 5000 m ai campionati europei di Helsinki. Nell'estate 2013 ha effettuato parte della preparazione in Italia, precisamente a Chiavenna, in vista dei Mondiali di Mosca.

## Record nazionali

### Seniores
- 1500 metri piani: 3'28"81 ( Monaco, 19 luglio 2013)
- 3000 metri piani: 7'32"62 ( Birmingham, 5 giugno 2016)
- 5000 metri piani: 12'53"11 ( Monaco, 22 luglio 2011)
- 10000 metri piani: 26'46"57 ( Eugene, 3 giugno 2011)
- 1 ora: 21 330 m ( Bruxelles, 4 settembre 2020)
- Mezza maratona: 59'32" ( Lisbona, 22 marzo 2015)[8]
- Maratona: 2h05'11" ( Chicago, 7 ottobre 2018)

## Palmarès

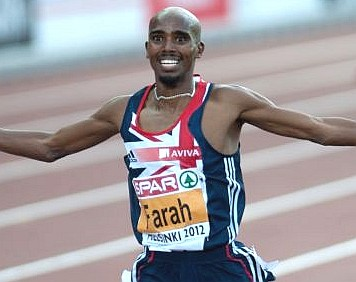
Mo Farah agli Europei di

| Anno                                  | Manifestazione             | Sede           | Evento         | Risultato | Prestazione | Note                                     |
| ------------------------------------- | -------------------------- | -------------- | -------------- | --------- | ----------- | ---------------------------------------- |
| In rappresentanza della Gran Bretagna |                            |                |                |           |             |                                          |
| 2000                                  | Mondiali juniores          | Santiago       | 5000 m piani   | 10º       | 14'12"21    |                                          |
| 2000                                  | Europei di cross           | Malmö          | Corsa juniores | 7º        | 19'12"      |                                          |
| 2000                                  | Europei di cross           | Malmö          | A squadre      | Argento   | 25 p.       |                                          |
| 2001                                  | Europei juniores           | Grosseto       | 5000 m piani   | Oro       | 14'09"91    |                                          |
| 2001                                  | Europei di cross           | Thun           | Corsa juniores | Argento   | 19'38"      |                                          |
| 2001                                  | Europei di cross           | Thun           | A squadre      | Oro       | 54 p.       |                                          |
| 2003                                  | Europei under 23           | Bydgoszcz      | 5000 m piani   | Argento   | 13'58"88    |                                          |
| 2005                                  | Europei indoor             | Madrid         | 3000 m piani   | 6º        | 7'54"08     |                                          |
| 2005                                  | Europei under 23           | Erfurt         | 5000 m piani   | Argento   | 14'10"96    |                                          |
| 2006                                  | Europei                    | Göteborg       | 5000 m piani   | Argento   | 13'44"79    |                                          |
| 2006                                  | Europei di cross           | San Giorgio    | Corsa seniores | Oro       | 27'56"      |                                          |
| 2007                                  | Europei indoor             | Birmingham     | 3000 m piani   | 5º        | 8'03"50     |                                          |
| 2007                                  | Mondiali                   | Osaka          | 5000 m piani   | 6º        | 13'47"54    |                                          |
| 2008                                  | Mondiali indoor            | Valencia       | 3000 m piani   | 6º        | 7'55"08     |                                          |
| 2008                                  | Giochi olimpici            | Pechino        | 5000 m piani   | Batteria  | 13'50"95    |                                          |
| 2008                                  | Europei di cross           | Bruxelles      | Corsa seniores | Argento   | 30'57"      |                                          |
| 2008                                  | Europei di cross           | Bruxelles      | A squadre      | Bronzo    | 54 p.       |                                          |
| 2009                                  | Europei indoor             | Torino         | 3000 m piani   | Oro       | 7'40"17     | Record dei campionati                    |
| 2009                                  | Mondiali                   | Berlino        | 5000 m piani   | 7º        | 13'19"69    |                                          |
| 2009                                  | Europei di cross           | Dublino        | Corsa seniores | Argento   | 31'02"      |                                          |
| 2009                                  | Europei di cross           | Dublino        | A squadre      | Argento   | 54 p.       |                                          |
| 2010                                  | Europei                    | Barcellona     | 5000 m piani   | Oro       | 13'31"18    |                                          |
| 2010                                  | Europei                    | Barcellona     | 10000 m piani  | Oro       | 28'24"99    |                                          |
| 2011                                  | Europei indoor             | Parigi         | 3000 m piani   | Oro       | 7'53"00     |                                          |
| 2011                                  | Mondiali                   | Taegu          | 5000 m piani   | Oro       | 13'23"36    |                                          |
| 2011                                  | Mondiali                   | Taegu          | 10000 m piani  | Argento   | 27'14"07    |                                          |
| 2012                                  | Mondiali indoor            | Istanbul       | 3000 m piani   | 4º        | 7'41"79     |                                          |
| 2012                                  | Europei                    | Helsinki       | 5000 m piani   | Oro       | 13'29"91    |                                          |
| 2012                                  | Giochi olimpici            | Londra         | 5000 m piani   | Oro       | 13'41"66    |                                          |
| 2012                                  | Giochi olimpici            | Londra         | 10000 m piani  | Oro       | 27'30"42    |                                          |
| 2013                                  | Mondiali                   | Mosca          | 5000 m piani   | Oro       | 13'26"98    |                                          |
| 2013                                  | Mondiali                   | Mosca          | 10000 m piani  | Oro       | 27'21"71    | Miglior prestazione personale stagionale |
| 2014                                  | Europei                    | Zurigo         | 5000 m piani   | Oro       | 14'05"82    |                                          |
| 2014                                  | Europei                    | Zurigo         | 10000 m piani  | Oro       | 28'08"11    |                                          |
| 2015                                  | Mondiali                   | Pechino        | 5000 m piani   | Oro       | 13'50"38    |                                          |
| 2015                                  | Mondiali                   | Pechino        | 10000 m piani  | Oro       | 27'01"13    |                                          |
| 2016                                  | Mondiali di mezza maratona | Cardiff        | Individuale    | Bronzo    | 59'59"      | Miglior prestazione personale stagionale |
| 2016                                  | Mondiali di mezza maratona | Cardiff        | A squadre      | 4º        | 3'07"00     |                                          |
| 2016                                  | Giochi olimpici            | Rio de Janeiro | 5000 m piani   | Oro       | 13'03"30    |                                          |
| 2016                                  | Giochi olimpici            | Rio de Janeiro | 10000 m piani  | Oro       | 27'05"17    |                                          |
| 2017                                  | Mondiali                   | Londra         | 5000 m piani   | Argento   | 13'33"22    |                                          |
| 2017                                  | Mondiali                   | Londra         | 10000 m piani  | Oro       | 26'49"51    | Miglior prestazione mondiale stagionale  |
| In rappresentanza dell'Inghilterra    |                            |                |                |           |             |                                          |
| 2006                                  | Giochi del Commonwealth    | Melbourne      | 5000 m piani   | 9º        | 13'40"53    |                                          |

## Altre competizioni internazionali
2004
- Bronzo alla London Nike 10K ( Londra) - 28'58"
- 8º alla Balmoral 5 km ( Balmoral) - 14'04"

2005
- Oro alla The Cabbage Patch 10 Mile ( Twickenham) - 48'59"

2006
- 12º alla World Athletics Final ( Stoccarda), 3000 m piani - 8'00"60
- Argento alla New York Healthy Kidney 10 km ( New York) - 28'37"
- Oro alla Stranorlar Boxing Day 5K ( Stranorlar) - 13'30"

2007
- Bronzo alla World Athletics Final ( Stoccarda), 3000 m piani - 7'49"89
- 7º alla World Athletics Final ( Stoccarda), 5000 m piani - 13'41"61
- Bronzo alla Great Manchester Run ( Manchester) - 28'07"

2008
- Coppa Europa di atletica leggera ( Annecy)
- 9º alla World Athletics Final ( Stoccarda), 3000 m piani - 8'05"97
- 15º alla Great Ethiopian Run ( Addis Abeba) - 28'36"
- Bronzo alla London BUPA 10K ( Londra) - 28'39"

2009
- Oro alla Great South Run ( Portsmouth), 10 miglia - 46'25"
- Bronzo alla BOclassic ( Bolzano) - 28'49"

2010
- Argento alla BOclassic ( Bolzano) - 28'33"

2011
- Oro alla New York Half Marathon ( New York) - 1h00'23"
- Oro alla London BUPA 10K ( Londra) - 29'15"

2012
- Oro alla London BUPA 10K ( Londra) - 29'21"

2013
- Argento alla Great North Run ( Newcastle upon Tyne) - 1h00'10"
- Oro alla New Orleans Rock 'n' Roll Half Marathon ( New Orleans) - 1h00'59"

2014
- 8º alla Maratona di Londra ( Londra) - 2h08'21"
- Oro alla Great North Run ( Newcastle upon Tyne) - 1h00'00"
- Argento alla New York Half Marathon ( New York) - 1h01'07"

2015
- Oro alla mezza maratona di Lisbona ( Lisbona) - 59'32" [8]
- Oro alla Great North Run ( Newcastle upon Tyne) - 59'22"

2016
- Oro alla Great North Run ( Newcastle upon Tyne) - 1h00'04"

2017
- Oro alla Great North Run ( Newcastle upon Tyne) - 1h00'06"
- Vincitore della Diamond League nella specialità dei 3000 / 5000 m piani

2018
- Oro alla Maratona di Chicago ( Chicago) - 2h05'11"
- Bronzo alla Maratona di Londra ( Londra) - 2h06'21"
- Oro alla Great North Run ( Newcastle upon Tyne) - 59'27"

2019
- 5º alla Maratona di Londra ( Londra) - 2h05'39"
- 8º alla Maratona di Chicago ( Chicago) - 2h09'58"
- Oro alla Great North Run ( Newcastle upon Tyne) - 59'07"

2020
- Oro alla Antrim Coast Half Marathon ( Antrim) - 1h00'28"

2021
- 8º in Coppa Europa dei 10000 metri ( Birmingham), 10000 m piani - 27'50"64

## Riconoscimenti
- Atleta europeo dell'anno (2011, 2012, 2016)